# Lehigh County
Lehigh County (uttalas "lihaj cawnty") är ett administrativt område i delstaten Pennsylvania i USA. År 2010 hade countyt 349 497 invånare. Den administrativa huvudorten (county seat) är Allentown. 

## Befolkning (största städerna, kommunerna, orterna osv)
Listan som är baserad på USA:s folkräkning 2020 inkluderar följande.
| Rank | Stad/ort                                 | Kommuntyp | Befolkning (enligt folkräkningen 2020) |
| ---- | ---------------------------------------- | --------- | -------------------------------------- |
| 1    | Allentown                                | City      | 125,845                                |
| 2    | Bethlehem (mostly in Northampton County) | City      | 74,982                                 |
| 4    | Emmaus                                   | Borough   | 11,652                                 |
| 5    | Ancient Oaks                             | CDP       | 6,995                                  |
| 6    | Catasauqua                               | Borough   | 6,518                                  |
| 7    | Wescosville                              | CDP       | 6,039                                  |
| 8    | Fountain Hill                            | Borough   | 4,878                                  |
| 9    | Dorneyville                              | CDP       | 4,406                                  |
| 10   | Slatington                               | Borough   | 4,232                                  |
| 11   | Breinigsville                            | CDP       | 4,138                                  |
| 13   | Coplay                                   | Borough   | 3,192                                  |
| 14   | Macungie                                 | Borough   | 3,074                                  |
| 15   | Schnecksville                            | CDP       | 2,935                                  |
| 17   | Coopersburg                              | Borough   | 2,386                                  |
| 18   | Alburtis                                 | Borough   | 2,361                                  |
| 19   | Cetronia                                 | CDP       | 2,115                                  |
| 20   | Trexlertown                              | CDP       | 1,988                                  |
| 22   | Laurys Station                           | CDP       | 1,243                                  |
| 24   | DeSales University                       | CDP       | 953                                    |
| 25   | New Tripoli                              | CDP       | 898                                    |
| 26   | Slatedale                                | CDP       | 455                                    |

Om beteckningarna: 
- CDP, Census-designated place, på svenska ungefärligen "ett område definierat med hänsyn till statistikändamål" är ett begrepp som används i USA i befolkningsstatistiska sammanhang. Områden med denna beteckning är oftast urbana samhällen av kommunfri typ.

## Politik
Lehigh County tenderar att rösta på demokraterna i politiska val. Demokraternas kandidat har vunnit rösterna i countyt i samtliga presidentval sedan valet 1992.

## Geografi
Enligt United States Census Bureau har countyt en total area på 902 km². 898 km² av den arean är land och 4 km² är vatten.

### Angränsande countyn
- Carbon County - nord
- Northampton County - öst
- Bucks County - sydost
- Montgomery County - syd
- Berks County - sydväst och väst
- Schuylkill County - nordväst